# Ortognathosia santamariana
Ortognathosia santamariana är en fjärilsart som beskrevs av Józef Razowski 1988. Ortognathosia santamariana ingår i släktet Ortognathosia och familjen vecklare. Inga underarter finns listade i Catalogue of Life.